# Port lotniczy Leknes
Port lotniczy Leknes – krajowy port lotniczy położony w Leknes. Jest jednym z największych portów lotniczych w północnej Norwegii.

## Linie lotnicze i połączenia
| Linia lotnicza | Kierunek                                                               |
| -------------- | ---------------------------------------------------------------------- |
| Widerøe        | 1. Bodø 2. Oslo-Gardermoen 3. Røst 4. Stokmarknes 5. Svolvær 6. Tromsø |